# Jaciment arqueològic del Pilar
El Pilar és un jaciment arqueològic maia situat a la frontera entre Belize i Guatemala. S'hi pot arribar des del Districte de Cayo de Belize, a 19 km al nord-oest del poble de San Ignacio, o des del departament del Petén a Guatemala, a 30 km al nord de Melchor de Mencos.
Hi ha una Reserva Arqueològica, de Flora i Fauna El Pilar declarada monument històric i àrea protegida pels dos estats. L'administren conjuntament l'Institut d'Arqueologia de Belize i l'Institut d'Antropologia i Història de Guatemala. El Pilar és el jaciment de major grandària sobre el riu Belize: inclou més de 25 places i centenars d'edificacions en una àrea total de gairebé 50 ha.
Per les anàlisis practicades a la ceràmica trobada al lloc, se sap que els monuments es construïren a partir del període preclàssic mitjà, vers el 800 ae. Cap al 250 ae hi havia grans construccions i una ocupació extensa en tota l'àrea de l'actual Pilar. En el seu apogeu devia acollir prop de 20.000 persones. L'ocupació del lloc i les construccions es mantingueren fins a aproximadament l'any 1000, i després s'abandonà el lloc.
Des del 1993 s'ha efectuat un programa d'excavació del jaciment, tot i que, per conservar-lo, la majoria dels monuments no s'exposen al visitant. L'única estructura exhibida íntegrament és una casa denominada Tzunu’un, representativa de les cases de l'antiga ciutat. També hi ha un jardí botànic maia que reprodueix les pràctiques agrícoles dels antics habitants.
El Pilar ha estat objecte de saqueig i vandalisme de tal manera que l'inclogueren el 1996 en la llista del Fons Mundial de Monuments dels 100 jaciments arqueològics de major risc al món.